# Honda Life Step Van
El Honda Life Step Van (ホンダ・ライフステップバン, Honda Raifu Suteppu Ban) fou un automòbil lleuger o kei car produït pel fabricant d'automòbils japonés Honda entre els anys 1972 i 1974. Encara que pel nom puga semblar que formava part de la gama del Honda Life, l'Step Van fou un model comercialment independent d'aquesta.

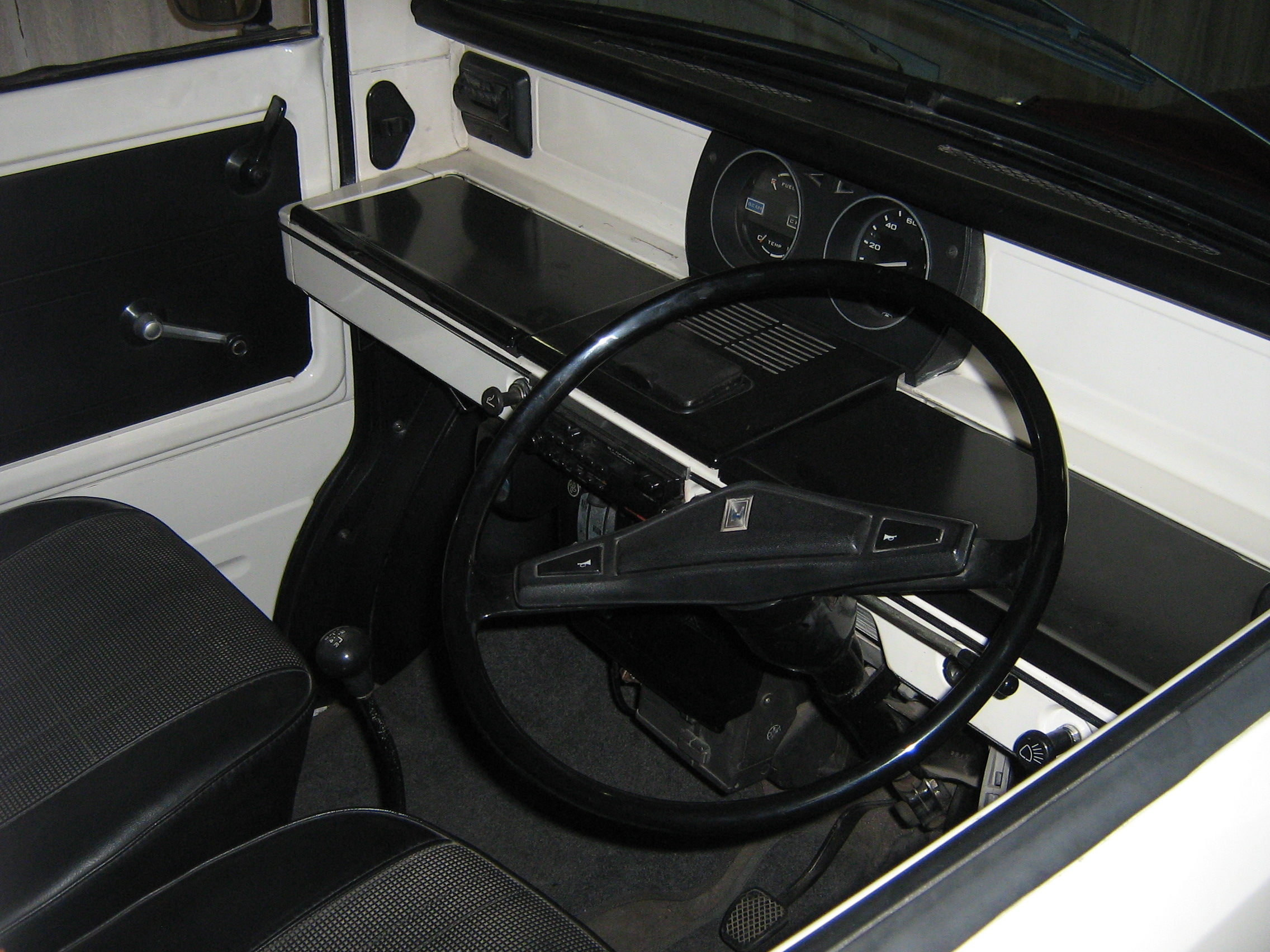
Interior del Life Step Van (1973)

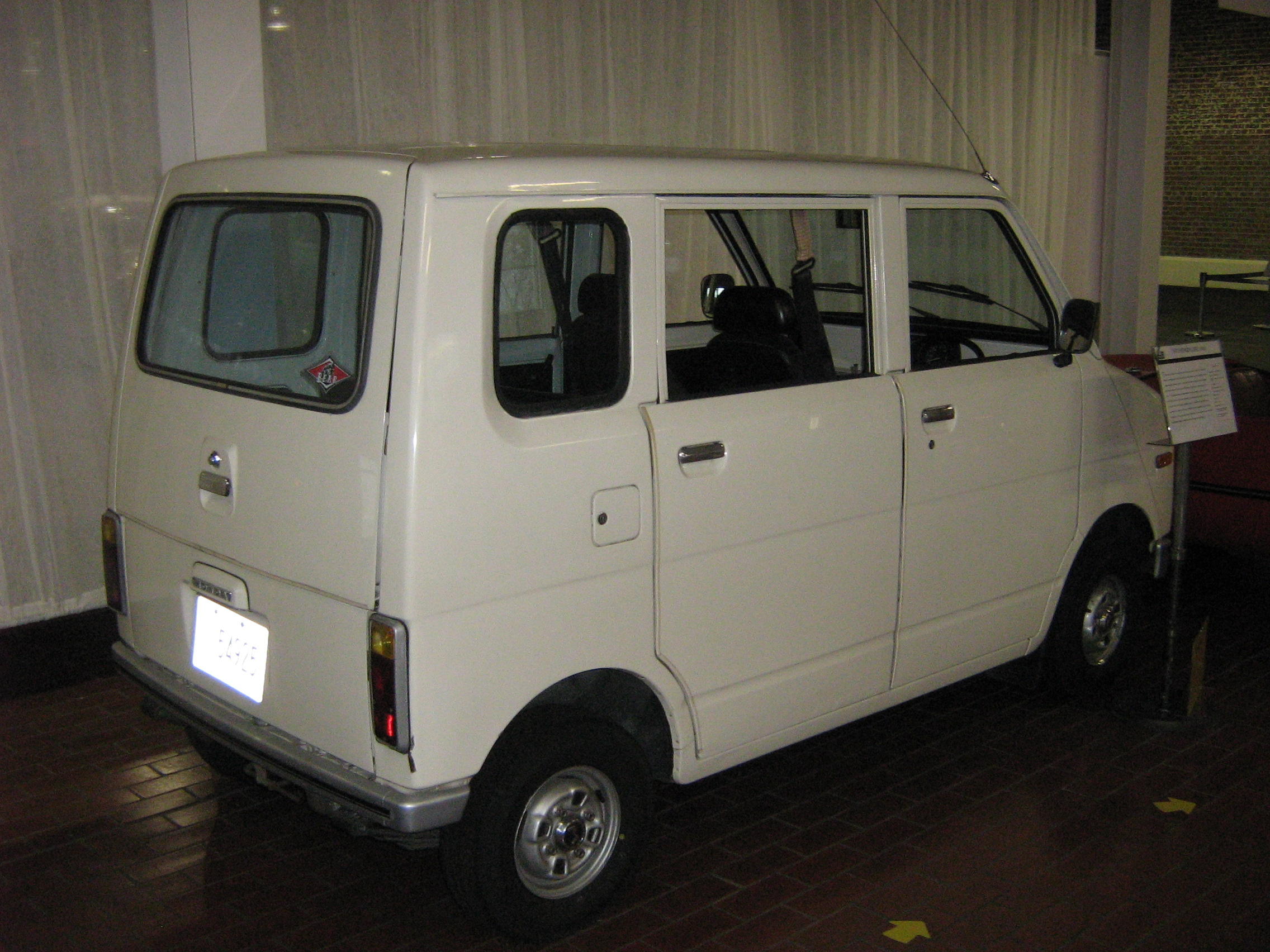
Vista darrera del vehicle

El Honda Life Step Van compartial el codi de xassís "VA" amb el Honda Life Van i emprava el mateix motor de dos cilindres en línia refrigerat per aigua de 360 (356) centímetres cúbics que generava 30 cavalls de potència. Al moment de la seua comercialització, el seu disseny fou considerat novedós pel seu motor i tracció davanters. Tot i que l'espai de càrrega al model era relativament reduït, l'Step Van oferia una certa bona habitabilitat interior i un pis pla que, els cotxes amb tracció al darrere d'aleshores no podien oferir. El model es va inspirar a la DKW Schnellaster, un model de furgoneta alemany produït entre els anys 1949 i 1962. L'aparença de l'Step Van, única i original aleshores, no va ser gens apreciada a l'època, però assentà la base per als kei cars del segle XXI. La porta darrera estava dividida horitzontalment en dues parts. L'Step Van, de 605 kg, tenia una càrrega màxima de 300 kg com la del Life Van, la qual es reduïa fins a 200 kg amb quatre ocupants.
La comercialització del model començà el 20 de setembre de 1972, finalitzant la producció l'octubre de 1974. El rang de preus anava des dels 376.000 iens de la versió més bàsica fins als 403.000 iens del nivell "Super DeLuxe". L'Step Van només estigué disponible amb una transmissió manual de quatre velocitats. El preu de la versió standard va créixer fins als 388.000 iens quan s'introduí el Honda Life Pickup. Es produïren un total de 17.165 unitats, menys de la meitat de la xifra inicial de 2.000 unitats mensuals prevista per la marca. El model ha eixit als videojocs Gran Turismo 4, Gran Turismo PSP, Gran Turismo 5 i Gran Turismo 6.